# 紅軍村區 (車里雅賓斯克州)

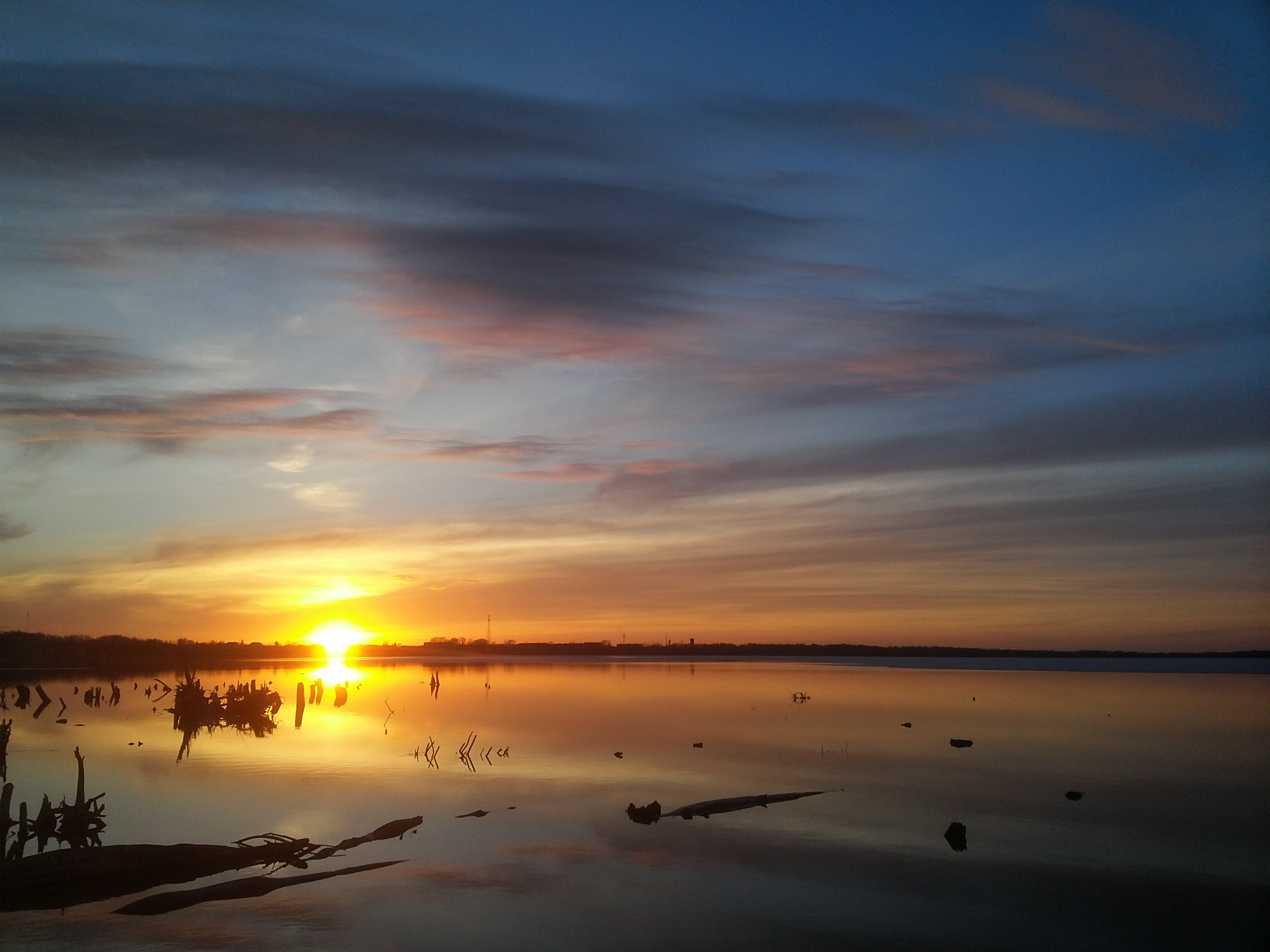

55°16′45″N 61°53′39″E / 55.27917°N 61.89417°E
紅軍村區（俄语：Красноармейский район），是俄羅斯的一個區，位於該國西南部，由車里雅賓斯克州負責管轄，面積3,835平方公里，2010年人口41,710，人口密度每平方公里10.88人。